# Bautista Barros Schelotto
Bautista Barros Schelotto (La Plata, 13 de enero de 2000) es un futbolista profesional argentino que juega como lateral derecho en el Club Atlético Platense de la Primera División de Argentina.

## Carrera profesional
Barros Schelotto ingresó a las inferiores de Gimnasia y Esgrima a la edad de seis años. Hizo su debut en la reserva el 7 de agosto de 2017 contra Chacarita Juniors bajo la dirección de Leandro Martini.
Más tarde, Leandro Martini, como técnico adjunto del primer equipo junto a Mariano Messera, subió a Barros Schelotto al primer equipo a principios de enero de 2021. Inicialmente fue convocado al banco de suplentes para los partidos de Copa de la Liga Profesional con San Lorenzo, Unión Santa Fe y Atlético Tucumán. 
Barros Schelotto hizo su debut el 23 de marzo  de 2021 durante una victoria de dieciseisavos de final de la Copa Argentina sobre el Dock Sud de Primera C Metropolitana.
El 1 de abril de 2023 conquista su primer gol en primera división de Argentina en la derrota 3 a 1 ante Rosario Central en el Gigante de Arroyito.
En junio de 2022, llega a préstamo por 18 meses sin opción de compra al club Fénix del ascenso argentino.
En febrero de 2024 recala en el Club Atlético Platense a préstamo hasta fin de año. El defensor llega por la lesión de Ciro Rius.  En 2025 se renueva ese préstamo.

## Vida personal
Bautista es sobrino de los exfutbolistas Guillermo y Gustavo Barros Schelotto, mientras que los primos Juan, Salvador y Tomás Cataldi también se convirtieron en futbolistas. Su padre, Pablo, tuvo una etapa como arquero en las inferiores de Gimnasia antes de seguir la carrera de medicina, mientras que el abuelo Hugo Barros Schelotto fue presidente de Gimnasia durante la década de 1980.

## Clubes
| Club                            | País      | Año               |
| ------------------------------- | --------- | ----------------- |
| Gimnasia y Esgrima de La Plata  | Argentina | 2021- Act.        |
| Club Atlético Fenix (cedido)    | Argentina | 2022              |
| Club Atlético Platense (cedido) | Argentina | 2024 - Actualidad |

## Estadísticas
Actualizado al 16 de agosto de 2024

| Gimnasia y Esgrima La Plata Argentina | 1.ª                 | 2020                | 0  | 0 | 0 | 0 | — | — | 0  | 0 |
| Gimnasia y Esgrima La Plata Argentina | 1.ª                 | 2021                | 0  | 0 | 1 | 0 | — | — | 1  | 0 |
| Gimnasia y Esgrima La Plata Argentina | 1.ª                 | 2023                | 14 | 1 | 3 | 0 | 4 | 0 | 21 | 1 |
| Gimnasia y Esgrima La Plata Argentina | Total               | Total               | 14 | 1 | 4 | 0 | 4 | 0 | 21 | 1 |
| Fenix Argentina | 3.ª                 | 2022                | 12 | 0 | 0 | 0 | — | — | 12 | 0 |
| Fenix Argentina | Total               | Total               | 12 | 0 | 0 | 0 | 0 | 0 | 12 | 0 |
| Platense Argentina | 1.ª                 | 2024                | 7  | 0 | 5 | 0 | — | — | 12 | 0 |
| Platense Argentina | 1.ª                 | 2025                | 0  | 0 | 0 | 0 | — | — | 0  | 0 |
| Platense Argentina | Total               | Total               | 7  | 0 | 5 | 0 | 0 | 0 | 12 | 0 |
| Total en su carrera | Total en su carrera | Total en su carrera | 33 | 1 | 9 | 0 | 4 | 0 | 45 | 1 |
| (1) La copa nacional se refiere a la Copa Argentina y Copa de la Liga Profesional . (2) La copa internacional se refiere a la Copa Sudamericana y Copa Libertadores de América. |                     |                     |    |   |   |   |   |   |    |   |

## Palmarés

### Campeonatos nacionales
| Título           | Club           | País      | Año    |
| ---------------- | -------------- | --------- | ------ |
| Primera División | C. A. Platense | Argentina | A-2025 |

## Redes sociales
- Instagram

- Datos: Q106150120